# ストラップ

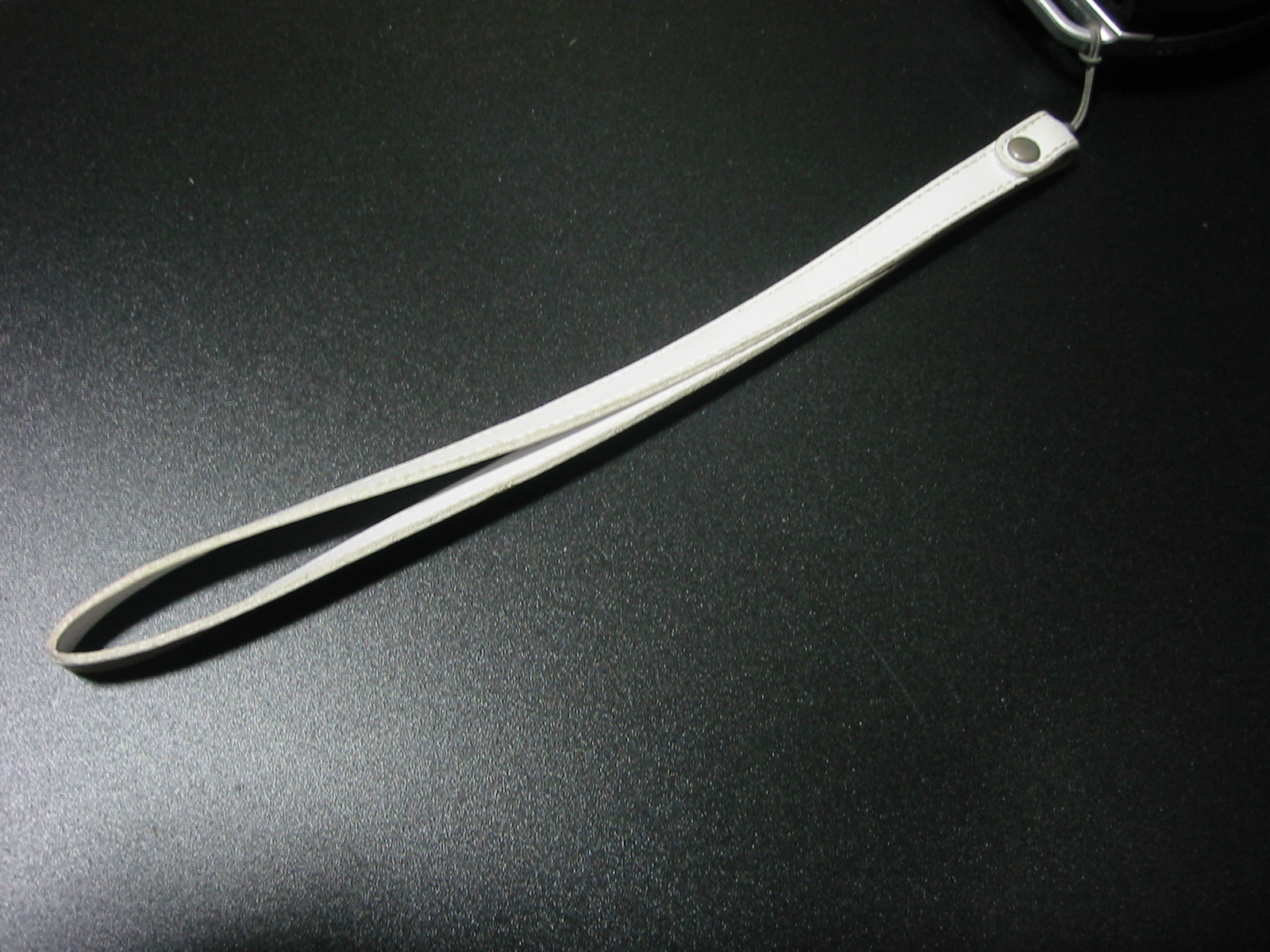
PSP ストラップ

ストラップ (Strap) とは、一般的に紐のことを指す。
日本では携帯電話の普及にともない、それに付ける提げ紐のことを指すことが増えた。携帯電話以前からのストラップとしては、肩かけかばんやギター類の楽器など中型、大型のものを肩から吊るすためのショルダーストラップ、カメラ、身分証明書、ホイッスル、ペンなどを首から下げるネックストラップ、ペットボトルや携帯ゲーム機を吊るすための専用ストラップやハンドストラップなどがある。この他、服、水着などの結び紐や肩紐 、鉄道車両やバスなどのつり革、シートベルトにも用いられる。何らかのものを外側から通して結び付けて持ち運ぶことに特化したものはキャリーストラップとも呼ばれる。
また、動名詞形のストラッピングには「紐で結びつける」「縛り付ける」の他に「革紐で打つ」、「折檻する」の意味合いがある。なお英語でのストラップは物を安定、または保持するための固定紐、あるいは吊り紐の事で、携帯電話などの小型機器の落下防止に使われる提げ紐、あるいは通し輪はランヤード（en:Lanyard）と呼び、区別される。

## 携帯機器用ストラップ
携帯機用の提げ紐としてのストラップは、携帯電話、携帯ゲーム機等に付いているストラップ用の穴（ストラップホール）に、細い輪を通して使用する（たいていひばり結びが用いられる）。携帯電話用のストラップは俗に「ケイタイ（あるいは『ケータイ』）・ストラップ」と呼ばれる。
登場当初のハンドヘルド型の携帯電話は重量があり、大変高価だったことから、落下防止のために手首に通すストラップが装備されていた。以降、携帯電話・PHSはこれを踏襲することが一般的になる。
種類はショートストラップと、ネックストラップがあり、ショートストラップの多くは手首または指を通して、ネックストラップは首にかけて使用する。
形状には色々なものがあるが、一般的なものは対象物に固着するための細い輪の部分（アクセサリーパーツとしては松葉紐という）と、手首等に通すために輪になった紐の部分で構成されている。この紐部分には様々な色や模様が付いているものがあり、素材もビニール、ポリエステル、革など多種にわたっている。また、根元部分に小さなアクセサリーやマスコットなどが付いていることも多い。
携帯電話等を彩るためにも使用され、現代の根付とも言える。携帯ストラップの原型は江戸時代に起源を持つという説もある。ポケットのない着物を着るために腰の帯に巾着や扇子などをぶら下げて携帯するには、紐の先に滑り止めをつける必要があった。その滑り止めという実用性とともに装飾具としての役割をもつ物として登場したのが根付である。
また、携帯ストラップが日本で普及したきっかけは、1995年（平成7年）に施行された製造物責任法（PL法）によるという説もある。PL法施行当初、携帯電話キャリア各社は、携帯電話取扱説明書中で、落下防止のために携帯ストラップに手を通して使用するよう指導しており、携帯電話機に携帯ストラップを付属させ販売していた。
1990年代後半から2000年始め頃のコギャルの間では十本以上ものストラップを取り付けるのが流行っており、本数が本数だけに、重量も携帯電話本体より重くなっていた。その場合は吊り紐としての役割は皆無であり、単にアクセサリーとして用いていた。また、近年では吊り紐自体が最初から存在しないマスコットが「ストラップ」と称して販売されていることも多い。本来は「携帯電話をぶら提げるための物」だったのが「携帯電話にぶら下げるためのもの」の意味合いに変化している。
ストラップは通常、携帯電話ショップなどで売られているが、値段が比較的安価で軽いので、手軽な土産物としても売られ、販促品として飲料、食品に付くことも多い。ミュージシャンなどのファングッズでは欠かせないアイテムとなっている。また市場などに出回らず、個人または団体が限定的に配布をしているものも多く存在している。この例として、『森田一義アワー 笑っていいとも!』（フジテレビ）の「テレフォンショッキング」のコーナーに出演し「100分の1アンケート」に成功したゲストに贈られた「タモリストラップ」がある。
また、PSPやPocketStation、ニンテンドーDSやゲームボーイのような携帯ゲームにもストラップホールが用意されており、実用もしくは装飾用として携帯電話用ストラップを装着するユーザーが多い。
デザインに特化したデザイナーズストラップも人気がある。

## 楽器用ストラップ

### ギター/エレクトリックベース用ストラップ
一般に「ギター・ストラップ」と呼ばれ、ギターやエレクトリックベース用ストラップでは右利きの場合、ストラップから頭を通して、左肩に引っかけて楽器を吊す。
クラシックギターにストラップを取り付ける場合は、片側をエンドピンと呼ばれる駒状のピンに、ストラップに空いている穴に引っかけて取り付ける。もう片方は、ギターのボディのネックエンド真裏や、ボディサイド面にストラップピンがある場合はそこに同様に引っかける。しかし殆どの場合そのピンが無いので、ネックとヘッドの間に紐を通してストラップに結びつけて取り付ける。
フォークギターやエレクトリックギターやエレクトリックベースの場合は、ギターに取り付けられているエンドピンとボディのネックエンド真裏やサイドに付いているストラップピンに引っかけて取り付ける。
材質は、革、ポリエステル、ビニールなど様々なものがあり、販売価格は700円 - 15,000円程度である。ヘヴィメタルのギタリストの場合は、金属の角や駒状のものが付いた派手目のものを選択する傾向がある。
長さもさまざまであり、調整不可能なものから可能なものがある。ギターを低い位置で構えるギタリストの場合は長めのものを選択する。

### 木管楽器/EWI用ストラップ
サクソフォーン、アルトクラリネットやバスクラリネット、ファゴットなどの木管楽器や管楽器型電子楽器であるEWIは楽器の重量が重いため、ストラップを首に通し、ストラップのフックを楽器に吊るして楽器を支える。

## トレーニング用品としてのストラップ

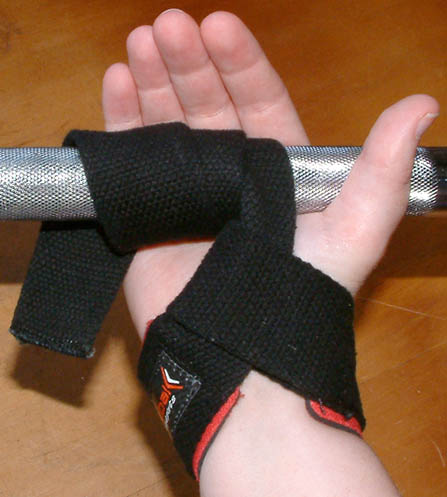
リスト ストラップ

バーベルを使用するトレーニングの補助器具として、手首に巻き付けるストラップがある。ストラップは手首から指先を越す長さがあり、ストラップをシャフトに巻き付け、シャフトを保持する補強として使用する。正式なウエイトリフティングやパワーリフティングではストラップを禁止している場合もあるが、トレーニングとしてはストラップを使用した方が都合が良い。 